# Đường cao tốc Bắc Kinh – Ürümqi
Đường cao tốc Bắc Kinh – Ürümqi (Tiếng Trung: 北京－乌鲁木齐高速公路), hay Đường cao tốc Bắc Kinh – Tân Cương là một tuyến đường cao tốc ở Trung Quốc nối Bắc Kinh với Ürümqi, Tân Cương.

## Thông tin
Tuyến có tổng chiều dài là 2.768 km, có điểm đầu tại Bắc Kinh, đi qua Trương Gia Khẩu, Ulanqab, Hohhot, Bao Đầu, Lâm Hà (Bayan Nur), Alxa, Tửu Tuyền, Kumul, Turfan và điểm cuối tại Ürümqi (Tân Cương). Hiện đây là tuyến đường cao tốc qua sa mạc dài nhất trên thế giới, đi qua nhiều phần của sa mạc Gobi. So với Đường cao tốc Liên Vân Cảng – Khorgas (G30), quãng đường giữa Ürümqi và Bắc Kinh đã được rút ngắn hơn 1.300 km. Toàn tuyến đã được hoàn thành và đưa vào sử dụng ngày 15 tháng 7 năm 2017.